# Dunakiliti
Dunakiliti è un comune di 1 800 abitanti situato nella contea di Győr-Moson-Sopron, nell'Ungheria nordoccidentale.